# جيمس بي. هنت
جيمس بي. هنت (بالإنجليزية: James B. Hunt) هو محامي وقاضي وسياسي أمريكي، ولد في 13 أغسطس 1799، وتوفي في 15 أغسطس 1857 بواشنطن العاصمة في الولايات المتحدة. حزبياً، نشط في الحزب الديمقراطي. وقد انتخب عضو مجلس النواب الأمريكي.